# Ondřejov (Perštejn)
Ondřejov (německy Endersgrün) je malá vesnice, část obce Perštejn v okrese Chomutov. Nachází se asi 1,5 km na západ od Perštejna. V roce 2009 zde bylo evidováno 32 adres.
Ondřejov leží v katastrálním území Ondřejov u Perštejna o rozloze 2,03 km².

## Název
Název vesnice vznikl spojením osobního jména Ondřej a německého podstatného jména grün (louka, paseka). V historických pramenech se jméno vesnice vyskytuje ve tvarech: Andresgruen (1357), Andresgrun (1545), Endrskryn (1528), v ves Endresgrun (1588), při Andresgrynu (1612), Endersgrün (1787) a Endersgrün (1847).

## Historie
První zmínka o vesnici se nachází v žateckém urbáři a pochází z roku 1357. Podle Zdeny Binterové Ondřejov patřil k panství hradu Himlštejn, ale ten byl pravděpodobně založen až v patnáctém století Vilémem z Ilburka a okolní krajina do té doby patřila k Hauenštejnu. V roce 1528 vesnici získali Šlikové, od kterých ondřejovští sedláci koupili louky za třicet kop míšeňských grošů. Kromě toho za louky až do roku 1850 vrchnosti odváděli poplatek ve výši dvou kop míšeňských grošů ročně. Od Šliků himlštejnské panství koupil roku 1588 Šimon Ungnad ze Sonneku. Šimon panství vlastnil jen několik let a v roce 1592 je prodal Křyštofovi z Fictumu, který je připojil ke Klášterci. Jako jeden z direktorů stavovského povstání byl posmrtně odsouzen ke ztrátě majetku. Od královské komory poté panství 2. června 1623 koupil svobodný pán Kryštof Šimon Thun.
Podle berní ruly z roku 1654 ve vsi stál mlýn a žilo v ní deset chalupníků a dva poddaní bez pozemků, z nichž jeden se živil jako uhlíř. Chovali celkem dvacet krav, sedmnáct jalovic, dvě ovce a osmnáct koz. Na neúrodných polích pěstovali žito, ale hlavními zdroji obživy byly chov dobytka, výroba dřevěného uhlí a jeho dovážení k hutím. Některé dvory byly po třicetileté válce zpustlé. Část ondřejovských pozemků patřila poplužnímu dvoru v Černýši, kam chodili ondřejovští robotovat.
Podle díla Topographie des Königreiches Böhmen z roku 1787 od Jaroslava Schallera stálo v Ondřejově 25 domů, ve kterých žilo 161 obyvatel. Okolo roku 1800 byla v sousedním údolí Bočského potoka (dříve Rummelbach) postavena pila a myslivna. Dne 6. července 1906 se potok v důsledku silného deště rozvodnil a zničil mosty a cesty v údolí. Navíc přetekl pstruhový rybník a voda zaplavila dvůr hájovny.
V roce 1931 byla v údolí otevřena restaurace s kavárnou Paradies, přímo ve vsi fungoval hostinec U Lípy, obchod se smíšeným zbožím a trafika. Ze spolků zde působil sbor dobrovolných hasičů. Katastrální území vesnice tehdy měřilo 203 hektarů, z nichž deset hektarů zabíral obecní les. Po druhé světové válce zůstaly osídlené jen tři usedlosti. Postupem času se většina obyvatel odstěhovala, a vesnice se zcela vylidnila. Domy ovšem sloužily dále k rekreaci a po roce 2001 se do některých z nich vrátili noví obyvatelé.

## Obyvatelstvo
Při sčítání lidu v roce 1921 zde žilo 133 obyvatel (z toho 71 mužů) německé národnosti a římskokatolického vyznání. Podle sčítání lidu z roku 1930 měla vesnice 147 obyvatel se stejnou národnostní a náboženskou strukturou.
|                                                                        | 1869 | 1880 | 1890 | 1900 | 1910 | 1921 | 1930 | 1950 | 1961 | 1970 | 1980 | 1991 | 2001 | 2011 | 2021 |
| ---------------------------------------------------------------------- | ---- | ---- | ---- | ---- | ---- | ---- | ---- | ---- | ---- | ---- | ---- | ---- | ---- | ---- | ---- |
| Obyvatelé                                                              | 144  | 165  | 139  | 120  | 124  | 133  | 147  | 15   | 17   | 2    | -    | -    | -    | 14   | 29   |
| Domy                                                                   | 25   | 26   | 26   | 26   | 26   | 25   | 26   | 24   | —    | 1    | -    | 4    | 3    | 5    | 8    |
| Počet domů z roku 1961 je zahrnut v celkovém počtu domů obce Perštejn. |      |      |      |      |      |      |      |      |      |      |      |      |      |      |      |

## Obecní správa
Po zrušení poddanství se Ondřejov stal roku 1850 samostatnou obcí. Při sčítání lidu v roce 1869 už byl osadou Perštejna v okrese Kadaň. Do chomutovského okresu byly společně začleněny v roce 1961.

## Pamětihodnosti
Památné stromy:
- Lípa v Ondřejově – památná lípa velkolistá u domu č. ev. 13
- Lípy u kapličky v Ondřejově – dvojice stromů u bývalé kapličky